# Любинці (станція)
Лю́бинці — проміжна залізнична станція Львівської дирекції Львівської залізниці на лінії Стрий — Батьово між станціями Конюхів (8 км) та Верхнє Синьовидне (12 км). Розташована у селі Любинці Стрийського району Львівської області.

## Історія
Станція відкрита 4 квітня 1885 року в складі залізниці Стрий — Сколе.
Приблизно до 1960-х років офіційно вживався дещо видозмінений варіант назви станції Любеньце (пол. Lubieńce).
У 1961 році станція електрифікована постійним струмом (=3 кВ).

## Пасажирське сполучення
На станції зупиняються приміські поїзди, що прямують до станцій Лавочне, Львів, Мукачево, Стрий та Чоп.

## Річний розподіл приміських поїздів
| Сполучення       | 2015/2016 | 2016/2017 | 2017/2018 | 2018/2019 | 2019/2020 | 2020/2021 | 2021/2022 | 2022/2023 |
| ---------------- | --------- | --------- | --------- | --------- | --------- | --------- | --------- | --------- |
| Лавочне — Львів  | 1         | 1         | 1         | 2         | 2         | 1         | 1         | 1         |
| Стрий — Мукачево | 0         | 0         | 0         | 1         | 1         | 0         | 0         | 0         |
| Львів — Мукачево | 2         | 2         | 2         | 1         | 1         | 1         | 1         | 1         |
| Чоп — Львів      | 1         | 1         | 1         | 1         | 1         | 0         | 1         | 1         |
| Стрий — Лавочне  | 1         | 1         | 1         | 1         | 1         | 0         | 0         | 0         |
| Мукачево — Львів | 1         | 1         | 1         | 0         | 0         | 0         | 0         | 0         |
| Львів — Чоп      | 1         | 1         | 1         | 1         | 1         | 0         | 1         | 1         |
| Лавочне — Стрий  | 1         | 1         | 1         | 1         | 1         | 0         | 0         | 0         |
| Мукачево — Стрий | 1         | 1         | 1         | 2         | 2         | 1         | 1         | 1         |
| Львів — Лавочне  | 1         | 1         | 1         | 2         | 2         | 1         | 1         | 1         |